# Тодд Юен
Тодд Гордон Юен  (англ. Todd Gordon Ewen; 22 березня 1966, м. Саскатун, Канада — 19 вересня 2015, Вілдвуд, США) — канадський хокеїст, правий нападник.
Виступав за «Камлупс Джуніор-Ойлерс» (ЗХЛ), «Нью-Вестмінстер Брюїнс» (ЗХЛ), «Мен Марінерс» (АХЛ), «Сент-Луїс Блюз», «Пеорія Рівермен» (ІХЛ), «Монреаль Канадієнс», «Майті Дакс оф Анагайм», «Сан-Хосе Шаркс».
В чемпіонатах НХЛ — 518 матчів (36+40), у турнірах Кубка Стенлі — 26 матчів (0+0).
Досягнення
- Володар Кубка Стенлі (1993)

## Статистика
| Сезон        | Клуб                  | Ліга         | Регулярний сезон | Регулярний сезон | Регулярний сезон | Регулярний сезон | Регулярний сезон | Плей-оф | Плей-оф | Плей-оф | Плей-оф | Плей-оф |
| Сезон        | Клуб                  | Ліга         | І                | Г                | П                | О                | ШХ               | І       | Г       | П       | О       | ШХ      |
| ------------ | --------------------- | ------------ | ---------------- | ---------------- | ---------------- | ---------------- | ---------------- | ------- | ------- | ------- | ------- | ------- |
| 1986–87      | Сент-Луїс Блюз        | НХЛ          | 23               | 2                | 0                | 2                | 84               | 4       | 0       | 0       | 0       | 23      |
| 1987–88      | Сент-Луїс Блюз        | НХЛ          | 64               | 4                | 2                | 6                | 227              | 6       | 0       | 0       | 0       | 21      |
| 1988–89      | Сент-Луїс Блюз        | НХЛ          | 34               | 4                | 5                | 9                | 171              | 2       | 0       | 0       | 0       | 21      |
| 1989–90      | Сент-Луїс Блюз        | НХЛ          | 3                | 0                | 0                | 0                | 11               | —       | —       | —       | —       | —       |
| 1989-90      | Монреаль Канадієнс    | НХЛ          | 41               | 4                | 6                | 10               | 158              | 10      | 0       | 0       | 0       | 4       |
| 1990–91      | Монреаль Канадієнс    | НХЛ          | 28               | 3                | 2                | 5                | 128              | —       | —       | —       | —       | —       |
| 1991–92      | Монреаль Канадієнс    | НХЛ          | 46               | 1                | 2                | 3                | 130              | 3       | 0       | 0       | 0       | 18      |
| 1992–93      | Монреаль Канадієнс    | НХЛ          | 75               | 5                | 9                | 14               | 193              | 1       | 0       | 0       | 0       | 0       |
| 1993–94      | Майті Дакс оф Анагайм | НХЛ          | 79               | 9                | 9                | 18               | 272              | —       | —       | —       | —       | —       |
| 1994–95      | Майті Дакс оф Анагайм | НХЛ          | 24               | 0                | 0                | 0                | 90               | —       | —       | —       | —       | —       |
| 1995–96      | Майті Дакс оф Анагайм | НХЛ          | 53               | 4                | 3                | 7                | 285              | —       | —       | —       | —       | —       |
| 1996–97      | Сан-Хосе Шаркс        | НХЛ          | 51               | 0                | 2                | 2                | 162              | —       | —       | —       | —       | —       |
| Усього в НХЛ | Усього в НХЛ          | Усього в НХЛ | 518              | 36               | 40               | 76               | 1911             | 26      | 0       | 0       | 0       | 87      |

## Смерть
Покінчив життя самогубством через депресію, пострілом в голову з рушниці.